# Singapur International 2006
Die Singapur International 2006 im Badminton fanden vom 28. August bis zum 2. September 2006 in Singapur statt.

## Sieger und Platzierte
| Disziplin    | Gold                                    | Silber                                     | Bronze                               |
| ------------ | --------------------------------------- | ------------------------------------------ | ------------------------------------ |
| Herreneinzel | Jeffer Rosobin                          | Andreas Adityawarman                       | Tanongsak Saensomboonsuk             |
| Herreneinzel | Jeffer Rosobin                          | Andreas Adityawarman                       | Daren Liew                           |
| Dameneinzel  | Maria Kristin Yulianti                  | Julia Wong Pei Xian                        | Gu Juan                              |
| Dameneinzel  | Maria Kristin Yulianti                  | Julia Wong Pei Xian                        | Shinta Mulia Sari                    |
| Herrendoppel | Yoga Ukikasah Yonathan Suryatama Dasuki | Rendra Wijaya Fran Kurniawan               | Khoo Chung Chiat Razif Abdul Latif   |
| Herrendoppel | Yoga Ukikasah Yonathan Suryatama Dasuki | Rendra Wijaya Fran Kurniawan               | Vountus Indra Mawan Arif Abdul Latif |
| Damendoppel  | Nitya Krishinda Maheswari Nadya Melati  | Shendy Puspa Irawati Devi Tika Permatasari | Vanessa Neo Yu Yan Shinta Mulia Sari |
| Damendoppel  | Nitya Krishinda Maheswari Nadya Melati  | Shendy Puspa Irawati Devi Tika Permatasari | Yao Lei Fu Mingtian                  |
| Mixed        | Lingga Lie Devi Tika Permatasari        | Tontowi Ahmad Yulianti CJ                  | Ong Jian Guo Amelia Alicia Anscelly  |
| Mixed        | Lingga Lie Devi Tika Permatasari        | Tontowi Ahmad Yulianti CJ                  | Koh Yan Sen Vanessa Neo Yu Yan       |